# Транковський Валерій Миколайович
Валерій Миколайович Транковський (рос. Транковский Валерий Николаевич; нар. 1 лютого 1977, Ленінград, РРФСР, СРСР — пом. 13 листопада 2024, Севастополь, Україна) — російський воєначальник, капітан 1-го рангу, командир 41 бригади ракетних катерів. Фігурант бази «Миротворець».
За даними Служби безпеки України причетний до ракетного обстрілу Вінниці в липні 2022 року, тоді загинуло 29 цивільних осіб.

## Біографія
Народився 1 лютого 1977 року в Ленінграді. Закінчив Військово-морську академію ВМФ РФ.
Перебував під санкціями РНБО.

### Ліквідація
Ліквідовано, внаслідок підриву автомобіля на вулиці Тараса Шевченка в Севастополі. В автомобіль Транковського підклали саморобний вибуховий пристрій дистанційного керування. Внаслідок детонації йому відірвало ноги. Смерть настала через значну крововтрату.

## Сім'я
Дружина — Транковська (Гусарова) Наталія Володимирівна, (07.05.1982 р.н.).
Син — Транковський Андрій Валерійович (30.11.2007 р.н.).